# An Stùc
Der An Stùc ist ein 1.118 m (3.668 ft) hoher Berg in Schottland. Sein gälischer Name bedeutet Der Berg oder Die Bergspitze. Der als Munro eingestufte Berg ist Teil der am Nordufer von Loch Tay liegenden Bergkette in Perthshire, deren höchster Gipfel der dem An Stùc südlich benachbarte Ben Lawers ist. Insgesamt sind sieben Gipfel der Bergkette als Munro eingeordnet, der An Stùc allerdings erst seit 1997.

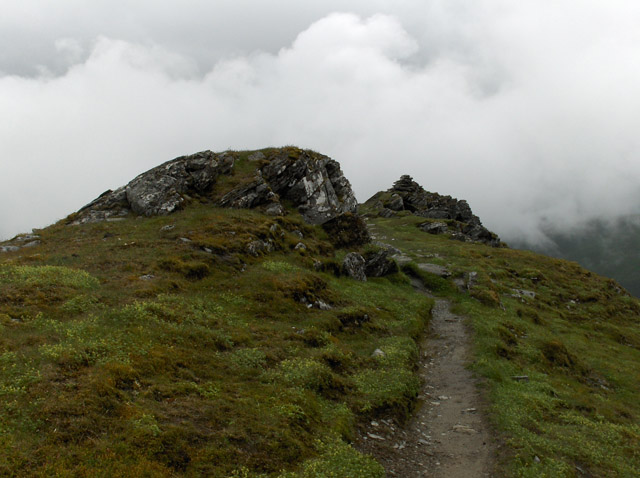
Der Gipfelbereich des An Stùc

Unter den Bergen der Ben-Lawers-Gruppe besitzt der kegelförmige Gipfel des An Stùc die steilsten Hänge und markantesten Strukturen. Er schließt sich nördlich als nächster Gipfel an den Ben Lawers an, in der Gipfelkette nordöstlich ist ihm der Meall Garbh benachbart. Beide Gipfel sind mit dem An Stùc über schmale Berggrate verbunden. Nach Norden läuft ein weiterer Grat oberhalb des Allt a’ Chobhair in Richtung Glen Lyon aus. Die steile felsige Ostwand des An Stùc überragt den unterhalb des Gipfels liegenden kleinen See Lochan nan Cat. Der Berg gehört wie der Ben Lawers dem National Trust for Scotland, die gesamte Bergkette ist als National Nature Reserve ausgewiesen.
Bestiegen wird der An Stùc von Munro-Baggern gerne im Zuge einer Überschreitung der gesamten Bergkette gemeinsam mit seinen Nachbarn. Der Übergang zum Meall Garbh ist allerdings steil und nur für trittsichere Bergwanderer geeignet. Ausgangspunkte sind entweder der kleine Ort Lawers südöstlich der Bergkette am Ufer von Loch Tay oder das westlich des Ben Lawers gelegene Besucherzentrum des National Trust an der schmalen Verbindungsstraße zwischen Loch Tay und Glen Lyon. 